# Jisrael Galili (Waffenkonstrukteur)

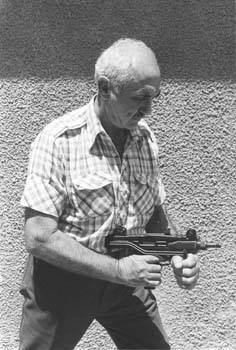
Galili mit einer Mini-Uzi, 1981

Jisrael Galili, geboren: Balaschnikov (hebräisch יִשְׂרָאֵל גָּלִילִי; * 1923 in Mischmar haJarden, Mandatsgebiet Palästina; † 9. März 1995 in Givʿatajim) war ein israelischer Waffenkonstrukteur.
Balaschnikovs Familie stammte aus der Sowjetunion; er selbst wurde 1923 in Mischmar haJarden im Mandatsgebiet Palästina geboren. 1940 schloss er eine Handelsschule ab. Im Zweiten Weltkrieg diente er in der British Army, danach trat er der paramilitärischen Hagana bei, wo er für Herstellung von Waffen verantwortlich war. 1948 wurde er Mitarbeiter bei dem Rüstungskonzern Israel Military Industries. Er arbeitete unter anderem mit Uzi Gal an der Entwicklung der Maschinenpistole Uzi zusammen.
Im Sechstagekrieg 1967 erkannten die Israelis, dass die gegnerische Sturmgewehre AK-47 deutlich besser funktionierten, als die von den Israelis verwendeten Waffen. Balaschnikov stellte erbeutete AK-47 auf das Kaliber 5,56 × 45 mm NATO um. Diese Prototypen gewannen die Ausschreibung für neue Infanteriebewaffnung. Allerdings wurde die Ähnlichkeit des Nachnamen Balaschnikov und des AK-47 Entwicklers Kalaschnikow als nachteilig angesehen. Da Balaschnikov ohnehin über eine Namensänderung nachdachte, änderte er seinen Nachnamen in Galili um. Zusammen mit Jaʿaqov Liʾor entwickelte Galili aus dem Prototyp das nach ihm benannte Sturmgewehr IMI Galil, welches von den Israelischen Verteidigungsstreitkräfte eingeführt wurde.
Im Jahre 1973 erhielt Galili die Auszeichnung für die Sicherheit des Staates Israel. Er arbeitete 44 Jahre bei Israel Military Industries und war Experte für leichte Waffen.
Galili starb 1995 an einem Herzinfarkt in Givʿatajim, einer Nachbarstadt von Tel Aviv im Ballungsraum Gusch Dan.